# Leave (Get Out)
Leave (Get Out) è il singolo d'esordio della debuttante, allora tredicenne, JoJo, pubblicato il 24 febbraio 2004 come primo estratto dal primo album in studio eponimo.

## Descrizione
Il brano, uscito negli Stati Uniti a inizio 2004, è stato scritto da Alexander Cantrell, Philip "Silky" White, Soulshock e Kenneth Karlin, questi ultimi due anche produttori del videoclip.
La canzone, che ha venduto in tutto il mondo più di 3 200 000 copie, parla del tradimento del ragazzo di JoJo con un'altra ragazza.
Il brano ottenne complessivamente un'accoglienza positiva da parte della critica.

### Versione del 2018
Nel dicembre 2018 la cantante ha pubblicato una versione nuovamente incisa di Leave (Get Out) a seguito di una disputa con Blackground Records, che ha bloccato la canzone dai servizi di streaming.

## Video musicale
Il video della canzone, diretto da Erik White, è ambientato in una high school della California, dove JoJo cerca di dimenticare il suo ex dopo il tradimento subito. Qui la cantante si cala anche nei panni di ballerina danzando in stile cheerleader con altre sue amiche.
Il video ha avuto una nomination nella categoria Miglior nuovo artista nell'edizione 2004 degli MTV Video Music Awards, rendendo JoJo l'artista più giovane a ottenere una nomination alla manifestazione.

## Tracce
US double A-side single / Australian CD 1
1. Leave (Get Out) (Album Version) – 4:03
2. Leave (Get Out) (Hip Hop Club Mix) – 3:50
3. Leave (Get Out) (Dance Mix) – 3:54
4. Leave (Get Out) (Main Instrumental) – 4:04
5. Not That Kinda Girl – 3:28

Australian CD 2
1. Leave (Get Out) (Radio Edit) – 4:00
2. Leave (Get Out) (Album Version) – 4:03
3. Leave (Get Out) (Hip Hop Club Mix) – 3:50
4. Leave (Get Out) (Dance Mix) – 3:54
5. Leave (Get Out) (Video) (Disney/Nickelodeon version)

US digital download
1. Leave (Get Out) (Radio Edit) – 3:47
2. Leave (Get Out) (Dance Mix) – 3:54
3. Leave (Get Out) (Mike Rizzo Club Mix/The Syndicate Vocal Mix) – 8:09
4. Leave (Get Out) (The Popstar Dark Anthem Mix/P.S. House Mix) – 9:38

UK CD 1
1. Leave (Get Out) (Radio Edit) – 3:49
2. Leave (Get Out) (Dance Mix) – 3:54

UK CD 2
1. Leave (Get Out) (Radio Edit) – 3:48
2. Leave (Get Out) (Hip Hop Club Mix) – 3:50
3. Not That Kinda Girl – 3:28
4. Leave (Get Out) (Video)

European CD single
1. Leave (Get Out) (Radio Edit) – 3:49
2. Leave (Get Out) (Hip Hop Club Mix) – 3:50

EU CD maxi single
1. Leave (Get Out) (Radio Edit) – 3:49
2. Leave (Get Out) (Hip Hop Club Mix) – 3:50
3. Leave (Get Out) (Dance Mix) – 3:54
4. Leave (Get Out) (Instrumental) – 4:04

2018 Version
1. Leave (Get Out) - 2018 – 3:59

## Successo commerciale
Il singolo fa ingresso nella Billboard Hot 100 alla posizione numero 4. Nel Regno Unito la canzone raggiunge la posizione numero 2, posizione di maggiore successo del singolo. In Australia entra ufficialmente nella top ten toccando dopo diverse settimane la posizione numero di 2. In Italia invece il singolo rimane per più di quattro mesi nella classifica FIMI riuscendo a raggiungere per ben quattro settimane la top 10 e toccando il vertice alla posizione numero 8. 
Leave (Get Out) riesce a piazzarsi nella classifica annuale dei cento singoli più venduti del 2004, riuscendo a raggiungere la posizione nº 47. Il singolo viene trasmesso molte volte dalle radio tanto che entra anche tra le prime 10 canzoni più trasmesse della settimana. La canzone entra ufficialmente nella classifica di Top of the Pops il 31 luglio 2004 alla posizione numero 35. La canzone ottenne discreti risultati anche sulle classifiche dei video dove anche qui riuscì a raggiungere le posizioni ambite (Total Request Live alla numero 4, MTV alla numero 6).

## Classifiche

### Classifiche settimanali
| Classifica (2004) | Posizione massima |
| ----------------- | ----------------- |
| Australia         | 2                 |
| Austria           | 16                |
| Belgio (Fiandre)  | 4                 |
| Belgio (Vallonia) | 18                |
| Danimarca         | 11                |
| Francia           | 12                |
| Germania          | 9                 |
| Irlanda           | 3                 |
| Italia            | 9                 |
| Nuova Zelanda     | 2                 |
| Paesi Bassi       | 4                 |
| Regno Unito       | 2                 |
| Repubblica Ceca   | 11                |
| Romania           | 27                |
| Stati Uniti       | 12                |
| Stati Uniti (pop) | 1                 |
| Svezia            | 30                |
| Svizzera          | 5                 |

### Classifiche di fine anno
| Classifica (2004) | Posizione |
| ----------------- | --------- |
| Australia         | 23        |
| Australia (Urban) | 7         |
| Belgio (Fiandre)  | 45        |
| Belgio (Vallonia) | 95        |
| Francia           | 90        |
| Germania          | 66        |
| Nuova Zelanda     | 24        |
| Paesi Bassi       | 34        |
| Regno Unito       | 36        |
| Stati Uniti       | 40        |
| Svizzera          | 26        |

## Date di pubblicazione
| Paese       | Data di pubblicazione |
| ----------- | --------------------- |
| Stati Uniti | 24 febbraio 2004      |
| Europa      | 25 giugno 2004        |
| Regno Unito | 30 agosto 2004        |
| Australia   | 4 ottobre 2004        |